# Flaga Protektoratu Czech i Moraw
Flaga Protektoratu Czech i Moraw – prostokątna flaga o proporcjach 2:3 podzielona na 3 poziome pasy o kolorach: białym, czerwonym i niebieskim. Barwy biała i czerwona to tradycyjne kolory Czech, zaś kolor niebieski został zaczerpnięty z herbu Moraw.
Flagę wprowadzono rozporządzeniem rządu Protektoratu 19 września 1939 r., w którym modyfikowano także pozostałe czechosłowackie symbole – herb, proporzec prezydenta i pieczęć.